# Phalotris bilineatus
Phalotris bilineatus — вид отруйних змій родини полозових (Colubridae). Ендемік Аргентини.

## Поширення і екологія
Phalotris bilineatus мешкають на північному заході аргентинської провінції Коррієнтес, на схід від річки Парана. Вони живуть в саванах Вологого Чако.